# Battaglia di Nicotera
La battaglia navale di Nicotera fu una di quelle combattute durante le guerre dei Vespri siciliani. Ha avuto luogo l'11 ottobre 1282 di fronte a Nicotera (o Nicotena).

## Premesse
Nel 1282 l'influente nobile siciliano Giovanni da Procida, che fu medico di re Manfredi, organizzò una rivolta generale contro gli angioini scoppiata il 30 marzo 1282 nota come Vespri Siciliani. I francesi sull'isola vennero uccisi e i ribelli proclamarono il governo della Chiesa, ma in seguito al rifiuto di Papa Martino IV, Carlo d'Angiò sbarcò sull'isola e assediò Messina per cercare di avanzare poi verso il centro dell'isola, mentre una delegazione di ribelli andò in cerca di Pietro III d'Aragona, che si trovava in nord Africa, a Djerba per la spedizione di Tunisi, e gli offrì la corona del Regno di Sicilia, visto che era sposato con Costanza II di Sicilia, figlia di Manfredi. Pietro sbarcò a Trapani il 29 agosto quando la città stava per arrendersi ed entrò a Palermo il giorno successivo, togliendo l'assedio a Messina. Carlo di Valois tornò a Napoli il 26 settembre 1282.

## La battaglia
Le forze angioine, provenienti da Napoli e Marsiglia, rinforzate da alcune galere della Repubblica di Pisa, furono sconfitte dalla flottiglia aragonese di Pedro de Queralt i Anglesola, perdendo ventidue galere francesi e quattromila uomini, (45 galee e 6 000 prigionieri secondo altra fonte) e il controllo sullo stretto di Messina.

## Conseguenze
Gli aragonesi assunsero il controllo sullo Stretto di Messina. 
Lo scontro di Pietro III con il Papa Martino IV, che lo scomunicò, provocò la crociata contro la Corona d'Aragona e l'incoronazione di Carlo di Valois come re della Corona d'Aragona.